# Françoise Lamnabhi-Lagarrigue
Françoise Lamnabhi-Lagarrigue (* 1953) ist eine französische Mathematikerin und Physikerin. Sie forscht im Bereich der Automatisierungstechnik und hat sich auf die Untersuchung nichtlinearer Systeme spezialisiert. Sie ist emeritierte Forschungsdirektorin des CNRS am Laboratoire des signaux et systèmes (L2S) in Orsay.

## Leben
Nach einem Master in Mathematik an der Universität Paul Sabatier in Toulouse promovierte Françoise Lamnabhi-Lagarrigue 1980 in Signalverarbeitung und Automatisierungstechnik an der Universität Paris-Süd. 1985 promovierte sie an derselben Universität zum Doktor der Physik.
1987 interessierte sie sich während ihres Postdoc-Aufenthalts an der Arizona State University für die Anwendungen der Automatik in der Automobil- und Luftfahrtindustrie.
Sie gründete 1998 das erste europäische Forschungsnetzwerk für Automatisierungstechnik.

## Ehrungen
- 2008: Michel-Monpetit-Preis der Académie des Sciences[2]
- IFAC Fellow Award der International Federation of Automatic Control (als erste Frau)[3]
- 2016: Ritter der Ehrenlegion
- 2019: Irène-Joliot-Curie-Preis für ihre Forschungsarbeiten im Bereich der Automatisierungstechnik, als Wissenschaftlerin des Jahres[4]